# ريغي والر
ريغي والر (بالإنجليزية: Reggie Waller)‏ هو لاعب كرة قاعدة أمريكي، ولد في 6 أبريل 1955.